# La Liberté
La Liberté fue un periódico anarquista de Buenos Aires (Argentina), editado en lengua francesa, fundado el 23 de enero de 1893 por el periodista y escritor Pierre Quiroule, Emile Piette y Alexandre Sadier. 

## Desarrollo
En 1893 aparecieron trece números y, en 1894, aparecieron 26. Pueden ser consultados algunos números en línea digitalizados por el CeDInCI.
El periódico era el portavoz del grupo de origen galo que se reunía en la Librería Internacional, propiedad del belga Emile Piette, que en Europa ya había dirigido un periódico homónimo. El estilo y temáticas, con cierta tendencia al anarquismo individualista comunista y antiorganizador, defensor del antimilitarismo, de la acción directa violenta y la propaganda por el hecho eran similares a las de El Perseguido, publicación en la que había participado Quiroule. Contó con la colaboración de Auguste Vaillant, mientras residió breve tiempo en Argentina. 
El periódico estaba orientado a la situación europea; entre mayo y julio de 1894 no trató temas argentinos. Desde la editorial se suponía que la revolución tendría inicio en Europa, que sería seguida por los países de América.
La Liberté estaba inspirado en La Révolte, que difundía el ideal kropotkiniano. El periódico que se editaba cada semana en lengua francesa publicó 39 números. Cuando desapareció, el 9 de septiembre de 1894, no fue continuado por ningún otro periódico editado en francés.